# Якты Тау
 Якты Тау  — деревня в Черемшанском районе Татарстана. Входит в состав Старокадеевского сельского поселения.

## География
Находится в южной части Татарстана на расстоянии приблизительно 25 км по прямой на запад-северо-запад от районного центра села Черемшан у речки Сульча.

## История
Основана в 1929 году.

## Население
Постоянных жителей было: в 1949—412, в 1958—461, в 1970—547, в 1979—471, в 1989—261, в 2002 − 170 (татары 98 %), 141 в 2010.